# Брюэр, Майк (регбист)
Майкл Роберт Брюэр (англ. Michael Robert Brewer, родился 6 ноября 1964 года в Пукекохе) — новозеландский регбист, выступавший на позиции фланкера и восьмого в клубах и в сборной; ныне главный тренер японского клуба «НТТ Докомо Ред Харрикейнз».

## Игровая карьера
За свою игровую карьеру Брюэр отметился выступлениями за команды провинций Кентербери и Отаго, в 1985 году он стал капитаном сборной Отаго под руководством Лори Мэйнса и в том же году стал лидером молодёжной сборной Новой Зеландии. Дебютировал в сборной Новой Зеландии 28 июня 1986 года в матче против Франции в Крайстчерче, где занёс попытку и принёс сборной победу 18:9. Комментаторы и судьи предрекали Брюэру большое будущее и возможное лидерство в сборной Новой Зеландии, однако перед началом первого в истории чемпионата мира по регби, проходившего в Новой Зеландии, Майк получил травму и выбыл из строя.
Брюэр выступал в схватках и на всех трёх позициях задней линии — его коллегами в сборной были восьмые Уэйн Шелфорд, Зинзан Брук, правый фланкер Майкл Джонс и левый фланкер Алан Уиттон. В 1988 году Брюэр, Энди Эрл и Брук успешно выступили на позициях задней линии во время турне по Австралии. 8 июня 1991 года Брюэр в составе команды Отаго играл против сборной СССР (матч завершился победой Отаго со счётом 37:11). В том же году он не прошёл медицинское обследование, в связи с чем не попал в заявку сборной Новой Зеландии на второй чемпионат мира. Он продолжил играть за команду Отаго и принёс ей победу в первенстве провинций. В 1992 году тренером стал Лори Мэйнс, однако Брюэр снова получил травму и опять не смог выступить за сборную в том году — роль капитана досталась Шону Фитцпатрику, с которой тот успешно справлялся в течение шести лет. В 1995 году он попал в заявку на чемпионат мира в ЮАР и сыграл в финале против хозяев на позиции левого фланкера. Всего Майк провёл 32 тестовых матча за сборную Новой Зеландии, набрав в них 4 очка, а с учётом нетестовых игр сыграл 61 встречу и набрал 49 очков (12 попыток стоимостью как 4, так и 5 очков).
В связи с неудачами Отаго в чемпионате провинций Брюэр перешёл в команду Кентербери, где стал капитаном и лидером, а благодаря занесённой попытке в 1994 году выиграл финал первенства провинций у команды Уаикато. Карьеру завершил в 1999 году, поиграв в итальянском «Л’Акуила», ирландском «Блэкрок Колледж» и английском «Вест Хартлпул».

## Тренерская карьера
После завершения карьеры Брюэр работал тренером клубов Италии и Ирландии, тренируя даже команду «Ленстер» как тренер игроков 2-й линии. В августе 2008 года стал тренером нападающих (2-й линии) сборной Шотландии при Фрэнке Хэддене во главе тренерского штаба, но после отставки Хэддена в мае 2009 года ушёл. В 2009 году был техническим директором сборной Фиджи во время их турне по Европе.
В апреле 2010 года Брюэр возглавил английский «Сейл Шаркс», сменив Джейсона Робинсона. Брюэр обновил состав команды, убрав около 10 игроков и подписав примерно столько же. В декабре 2010 года уволен после того, как команда выиграла всего три матча из 9 в сезоне 2010/2011. В 2018 году возглавил клуб из Японии «НТТ Докомо Ред Харрикейнз».